# Чезава (река)
Чезава је река, десна притока Дунава, улива се у Љупковској котлини, на 69 м.н.в., дужине 9,4km (са својом дужом саставницом Великом Чезавом), површине слива 19,5km².
Настаје спајањем Велике Чезаве (6,7km) и Мале Чезаве (2,9km), на 125 м.н.в. Тече од југа ка северу. Слив реке је део НП Ђердап и у њему се налази резерват природе Чезава—Каструм. Највећа лева притока је периодски ток Мемедов поток (1,9km), а десна периодски ток Асин поток (2,4km).